# Charles Muller (Romanist)

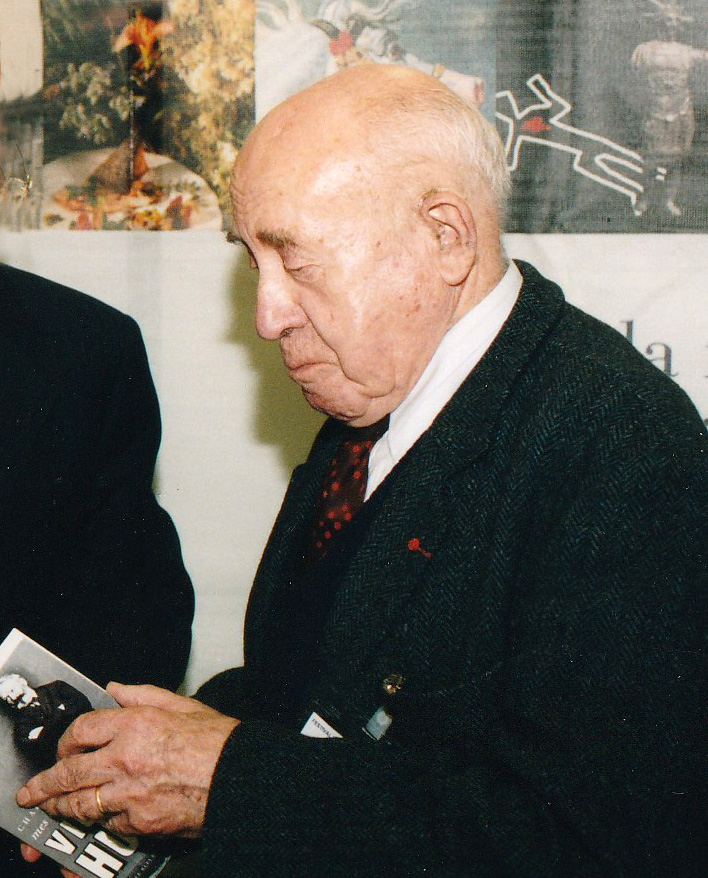
Charles Muller

Charles Muller (* 22. September 1909; † 2. März 2015) war ein französischer Romanist und Linguist.

## Leben und Werk
Muller war nach dem Zweiten Weltkrieg Direktor des Institut français in Mainz. Dort gab er von 1950 bis 1959 die Zeitschrift La classe de français. Revue pour l’enseignement du français (Paris : Librairie des Méridiens) heraus. Er wirkte an der von Rita Erdle-Hähner und Hans-Wilhelm Klein herausgegebenen Schulbuchreihe Etudes françaises mit.
Dann ging er an die Universität Straßburg und wurde ein Pionier der Sprachstatistik. 1966 habilitierte er sich mit der Thèse Étude de statistique lexicale. Le vocabulaire du théâtre de Pierre Corneille (Paris 1967; Genf/Paris 1979, 1993 u. d. T. Le Vocabulaire du théâtre de Pierre Corneille. Etude de statistique lexicale) und wurde in Straßburg Professor und Herausgeber der Reihe Travaux de linguistique quantitative (Paris/Genf 1978–1998).
Als Mitglied des Conseil international de la langue française engagierte er sich in einer gemäßigten Sprachpflege und schuf mit 88 Jahren im Internet die Website Orthonet, auf der er jahrelang Fragen zur französischen Orthographie beantwortete und über die er mit 95 Jahren einen ersten Erfahrungsbericht publizierte. Seit 2008 war Muller Kommandeur der Ehrenlegion.

## Schriften (Auswahl)

### Sprachstatistik
- Essai de statistique lexicale: „l’Illusion comique“ de Pierre Corneille, Paris 1964 (Klincksieck)
- (Hrsg.) Statistique et analyse linguistique : colloque de Strasbourg (20-22 avril 1964), Paris 1966
- Initiation à la statistique linguistique, Paris 1968 (deutsch: Einführung in die Sprachstatistik, Berlin/Ost 1972, München 1972; spanisch: Estadística lingüística, Madrid 1973)
- Initiation aux méthodes de la statistique linguistique, Paris 1973, Paris 1992
- Principes et méthodes de statistique lexicale, Paris 1977, Paris 1992
- Langue française, linguistique quantitative, informatique. Recueil d’articles, 1980–1984, Genf/Paris 1985

### Sprachpflege und weiteres
- Orthotel jeux, Paris 1985
- Langue française, débats et bilans. Recueil d’articles, 1986–1993, Genf/Paris 1993
- Monsieur Duquesne et l’orthographe. Petite chronique française, 1988–1998, Paris 1999
- Mes rencontres avec Victor Hugo, Straßburg 2001
- La langue française vue d'„Orthonet“. Avant-propos de Alain Rey, Straßburg 2004